# Конгрес Сједињених Америчких Држава
Конгрес Сједињених Америчких Држава (енгл. United States Congress) народно је представништво и законодавни орган савезне власти Сједињених Америчких Држава. Оно се састоји из два дома, Представничког дома (енгл. House of Representatives) и Сената (енгл. Senate).
Представнички дом има 435 чланова, од којих сваки представља једну изборну јединицу и служи мандат од две године. Представничка места се расподељују између држава према броју становника. Свака држава има два сенатора, без обзира на број становника. Постоји 100 сенатора, који служе мандат од шест година. И сенатори и представници се бирају путем директних избора.
Устав Сједињених Америчких Држава додељује Конгресу све законодавне моћи федералне власти. Надлежности Конгреса су ограничене на оне набројане у Уставу; све остале су експлицитно остављене државама и грађанима. Уредбама Конгреса, Конгрес може уређивати трговину међу савезним државама и спољашњу трговину, наметати порезе, организовати федералне судове, управљати војском, прогласити рат и проводити неке друге неопходне мере. 
Представнички дом и Сенат су једнаки домови. Ипак, постоје и посебна овлашћења додељене само једном дому. Савет и одобрење Сената су потребни за потврђивање председничких номинација на високе извршне и судске положаје и за потврђивање међународних уговора. Закони о прикупљању буџетских прихода морају бити покренути у Представничком дому и само тај дом може покренути процес опозива федералних службеника.
Конгрес се састаје у престоници Сједињених Америчких Држава, Вашингтону.